# Air Force Island
Air Force Island – niezamieszkana wyspa arktyczna w regionie Qikiqtaaluk, Nunavut, w Kanadzie. Leży u południowo-zachodniego wybrzeża Ziemi Baffina, powierzchnia wyspy to 1720 km².

## Historia
Pierwsze świadectwo istnienia tej wyspy, sąsiadującej z Wyspą Księcia Karola i Foley Island, pochodzi z 1948 roku. Stwierdził je członek Royal Canadian Air Force, Albert-Ernest Tomkinson, nawigujący Avro Lancasterem. Wyspa została nazwana w ramach uznania roli RCAF w badaniach kanadyjskiego Archipelagu Arktycznego.